# Brian McGee
Brian Thomas McGee (ur. 8 października 1965 w Greenock) – brytyjski duchowny katolicki, biskup Argyll and the Isles od 2016.

## Życiorys
Święcenia kapłańskie otrzymał 29 czerwca 1989 i został inkardynowany do diecezji Paisley. Przez kilkanaście lat pracował jako duszpasterz parafialny, a następnie był m.in. ojcem duchownym Scotus College w Bearsden, wikariuszem biskupim ds. małżeństwa i rodziny oraz wikariuszem generalnym diecezji.
28 grudnia 2015 papież Franciszek mianował go ordynariuszem diecezji Argyll and the Isles. Sakry udzielił mu 18 lutego 2016 arcybiskup Leo Cushley.